# 全面战争：战锤
《全面战争：战锤》是一款由Creative Assembly开发，经世嘉公司通过Steam向Microsoft Windows、Linux、Mac OS平台发行的电子游戏。本作结合了全面战争系列的玩法和Games Workshop公司战锤系列的背景设定；所以是全面战争系列第一款非历史背景的作品。本作是《全面战争系列》第十部作品及“全面战争：战锤”三部曲的首作。

## 追加下载内容

### 免費內容
- 格瑞姆布林戴爾（Grombrindal The White Dwarf）（页面存档备份，存于）：為矮人派系增加一個新的可玩領主。
- 烏爾扎戈（Wurrzag）（页面存档备份，存于）：為綠皮派系增加一個新的可玩領主。
- 翡翠法師（Jade Wizard）（页面存档备份，存于）：為帝國派系增加一個新的可招募英雄。
- 灰法師（Grey Wizard）（页面存档备份，存于）：為帝國派系增加一個新的可招募英雄。
- 伊莎貝拉·馮·卡斯坦因（Isabella von Carstein）（页面存档备份，存于）：為吸血鬼伯爵派系增加一個新的可玩領主。
- 巴托尼亞（Bretonnia）（页面存档备份，存于）：增加巴托尼亞這個全新的可玩派系和三個全新的可玩領主。
- 30週年紀念軍團（30th Birthday Regiments of Renown）：增加包含混沌勇士、野獸人、木精靈、巴托尼亞、諾斯卡5個派系合共30個新的精英兵種。(需到Total War Access領取)

### 付費內容
- 混沌勇士（Chaos Warriors）（页面存档备份，存于）：增加混沌勇士這個全新的可玩派系和三個全新的可玩領主。
- 血祭血神（Blood for the Blood God）（页面存档备份，存于）：新增戰鬥的濺血特效
- 獸人的召喚（Call of the Beastmen）（页面存档备份，存于）：增加野獸人這個全新的可玩派系和三個全新的可玩領主。
- 無情者與墓中人（The Grim and the Grave）（页面存档备份，存于）：分別為帝國和吸血鬼伯爵增加兩個新的可玩領主
- 國王與戰爭領主（The King and the Warlord）（页面存档备份，存于）：分別為矮人和綠皮增加兩個新的可玩領主
- 木精靈王國（Realm of the Wood Elves）（页面存档备份，存于）：增加木精靈這個全新的可玩派系和兩個全新的可玩領主。
- 諾斯卡（Norsca）（页面存档备份，存于）：增加諾斯卡這個全新的可玩派系和兩個全新的可玩領主。

## 派系特色
- 帝國（The Empire）：步兵以15世紀的日耳曼地區的輕步兵為基礎，持長槍(Spear)、斧戟(Halberd)、劍(Sword)、弩及火槍為武器，重步兵有大劍團(Greatswords)，騎兵有輕裝火槍騎兵和重裝騎士，和各種不同的大炮。王牌兵種則是怪獸騎兵半獅鷲騎士(Demigryph Knight)和蒸氣坦克(Steam Tank)。
- 混沌勇士（Chaos Warriors）：擁有所有派系最精銳的重步兵，其核心基礎為輕裝的混沌掠奪者(Chaos Marauders)和重裝的混沌勇士(Chaos Warriors)，以及更為精銳的神選戰士(Chosen)，騎兵屬性亦佳，以及各種突變怪物，像是被遺棄者(Forsaken)、混沌卵(Chaos Spwan)、龍魔(Dragon Ogre)、蠍尾獅(Manticore)等。
- 矮人（Dwarfs）：幾乎所有的步兵都屬於重裝步兵，包括遠程的重矢弩手(Quarreller)和雷鳴槍手(Thunderer)。無騎兵單位，屬性特色有特式各樣的攻城器械和炮火單位，和手持手炮的鐵龍(Irondrakes)，還有空軍器械的矮人直升機(Gyrocopter)和矮人轟炸機(Gyrobomber)，以及攻高防低的屠夫(Slayer)。能使用地道穿越難以通行的地形。
- 綠皮（Greenskins）：由獸人、黑獸人、哥布林、暗夜哥布林和蠻荒獸人所組成的群體總稱，整體特色是偏好近戰，遠程表現不佳。騎兵座騎有戰豬(War Boar)、巨狼和大蜘蛛，還有可吐腐蝕嘔吐物的怪獸步兵巨魔(Troll)和巨獸像巨人、阿拉克納瑞巨蛛(Arachnarok Spider)。此外，可利用Waaagh魔法在自己的占領地號召別的綠皮軍團。
- 巴托尼亞（Bretonnia）：用英國亞瑟王湖中仙子和法國騎士風格結合成的騎士國度，擁有所有派系最齊全的騎兵種類。整體而言，步兵表現不佳，須以騎兵為主力，徵召過多步兵會有經濟懲罰。強力軍種有聖杯騎士、天馬騎士(Pegasus Knight)和皇家駿鷹騎士(Royal Hippogryph Knight)。
- 木精靈（Wood Elves）：由強韌的森林精魄單位和擅長遠程攻擊的精靈單位組成部隊。特點包括需要特殊資源「琥珀」來升級主城及招募強力單位，以及部隊能夠通過世界根鬚來穿越難以或無法通行的地形。雖然沒有炮兵單位，但擁有包括能在移動中進行全方位射擊的巡林客（Waywatcher）等極為強大的弓兵單位和樹人（Treeman），森林龍（Forest Dragon）等巨獸。
- 吸血鬼伯爵（Vampire Court）：由骷髏、喪屍、幽靈等亡靈單位組成的部隊。擁有領導力下降至0也不會潰逃的能力，取而代之則是生命值會持續減少。沒有遠程單位和炮兵單位，但擁有種類較多的飛行單位。荒墳守衛（Grave guard），驚懼獸（Terrorgheist），幽冥引擎（Mortis engine）都是非常強力的單位。擁有特殊的吸血鬼腐化，能增加自己城市的治安，並削弱非吸血鬼伯爵勢力城鎮的治安。
- 野獸人（The beastmen）：擁有大量快速而且攻擊力強大的單位，但遠程單位少，而且部隊的護甲普遍較差。跟綠皮一樣能召喚名為嘶叫獸群的軍隊協助作戰。主力單位是牛頭怪（Minotaur）和獨眼角獸（Cygor）。
- 諾斯卡（Norsca）：以維京人掠奪者為原型的部隊。擁有極具進攻性的前線部隊和巨獸，而且擅長對抗大型目標，但缺乏遠程輸出。有需要佔領特定城市才能解鎖的科技樹。強力單位包括猛瑪戰象（War mammoth）和寒霜巨龍（Frost warm）等。

## 軼事
《全面战争：战锤》在预售时曾承诺提供官方中文化，实际发售时却将其取消，引发中国玩家的不满。取消中文化是因为疑似发行商世嘉和中国国内某代理商间存在某些分歧。官方于2017年8月9日在博客中宣布将提供中文支持。次日，本游戏正式提供中文支持。

## 评价
《全面战争：战锤》获得了普遍好评。

## 续作
《全面战争：战锤》被设定为三部曲，本作为第一部，第二部作品预计将在2017年发布。